# Ataxia rufitarsis
Ataxia rufitarsis là một loài bọ cánh cứng trong họ Cerambycidae.